# Marco Vermie
Marco Vermie (Amsterdam, 15 maart 1959 – aldaar, 5 juni 1996) was een Nederlands musicalacteur.
Vermie werd geboren als zoon van Franciscus Vermie (1917-1981) en Hermina Gerarda Kan (1919-1976). Hij volgde lessen aan het muzieklyceum en zanglessen bij onder meer Jan Polak. Hij zong nog als jongenssopraan in De Nederlandse Opera. Hij speelde eveneens in het kindertheater van Wim Zomer en zong in een groot aantal operettes. In de musical Cats in Theater Carré speelde hij twee seizoenen lang in 1987 en 1988, alsmede in de reprise in 1992 de rol van Koos de theaterkat, Ghiselbert Smit en Snauwtijger, zowel in Amsterdam, Wenen als tijdens de Europese tournee.
Na Cats maakten enkele sterren daaruit, onder wie Vermie, een Europese tournee naar onder andere Zürich, Bazel, Genève, Graz, Bregenz en Wenen. De tournee liep door tot begin 1996. Vermie was ook betrokken bij de opvoeringen van Cats in Antwerpen, maar overleed net voor de première op 5 juni 1996.
Marco Vermie ligt begraven op de begraafplaats Zorgvlied.